# Euphonia xanthogaster
L'eufonia ventrearancio od organista ventrearancio (Euphonia xanthogaster Sundevall, 1834) è un uccello passeriforme della famiglia dei Fringillidi.

## Etimologia
Il nome scientifico della specie, xanthogaster, deriva dall'unione delle parole greche ξανθος (xanthos, "giallo") e γαστηρ (gastēr, "ventre"), col significato di "dal ventre giallo", in riferimento alla colorazione dei maschi: il suo nome comune altro non è che la traduzione di quello scientifico.

## Descrizione

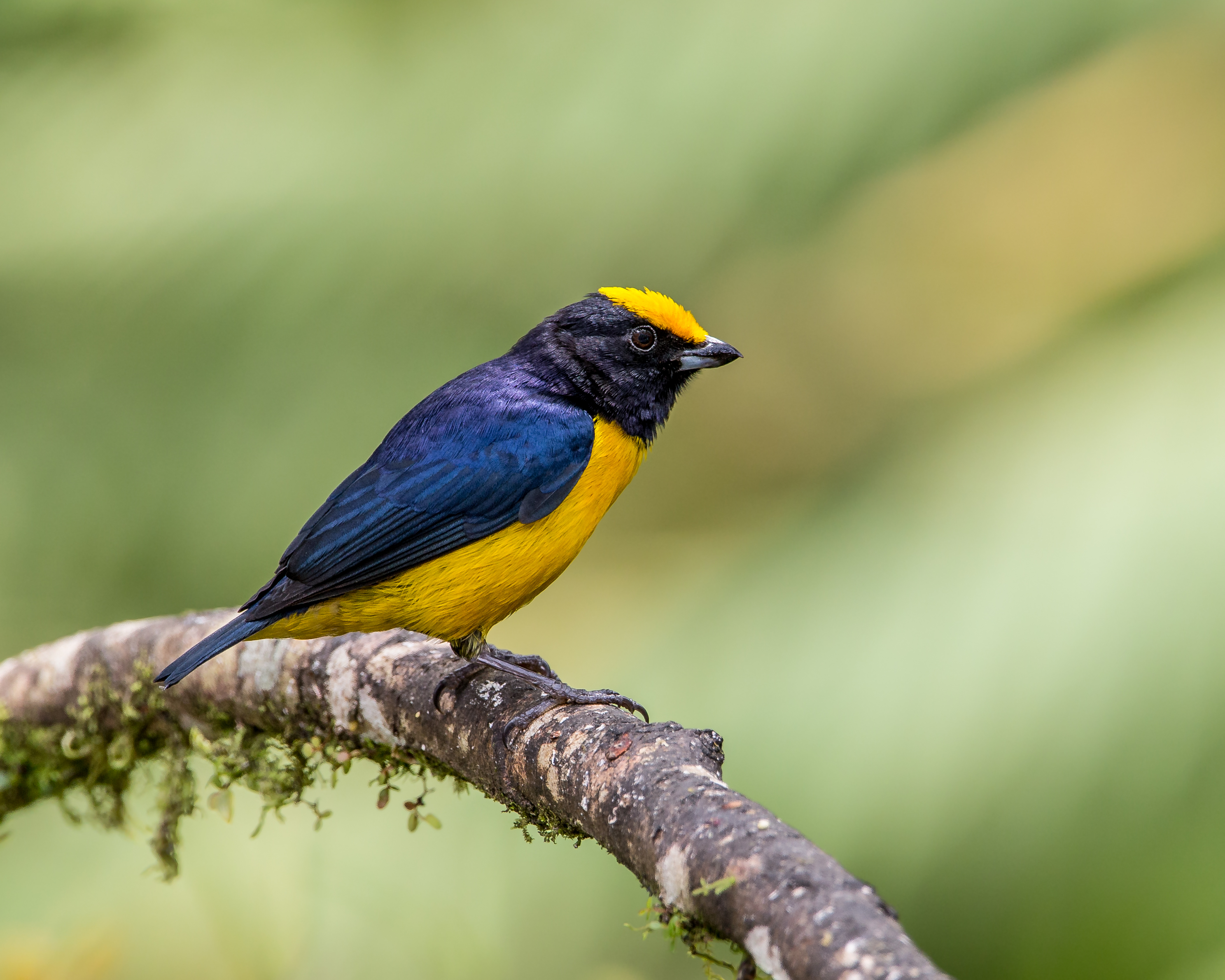
Maschio in Ecuador.

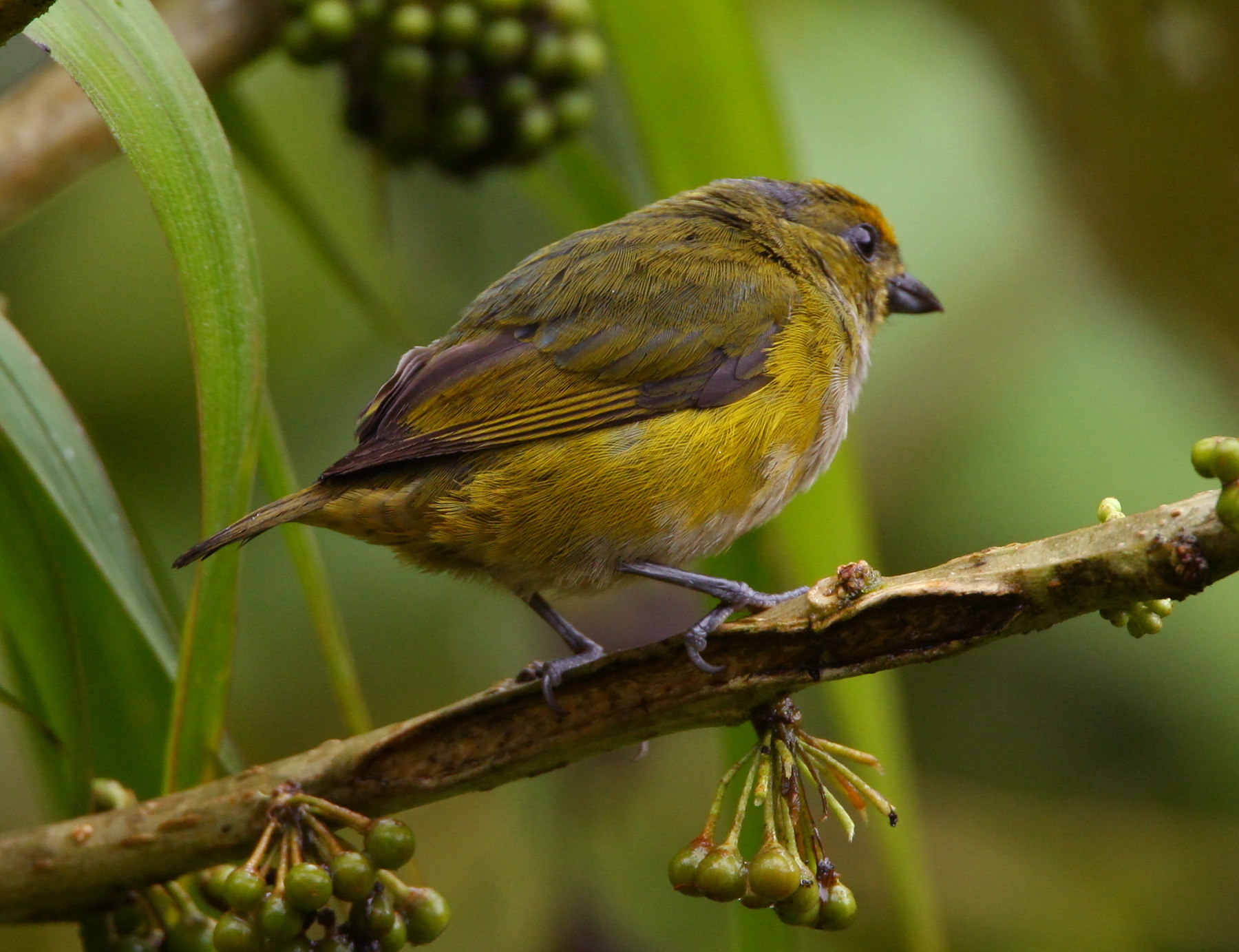
Femmina in natura.

### Dimensioni
Misura 9–11 cm di lunghezza, per 9-16 g di peso.

### Aspetto
Si tratta di un uccelletto dall'aspetto robusto, munito di testa arrotondata, becco conico corto e forte, ali appuntite e coda squadrata.
Il piumaggio presenta dimorfismo sessuale ben evidente. Nei maschi testa, dorso, ali e codione sono di colore nero-bluastro con riflessi bluastri anch'essi, mentre petto, ventre e fianchi sono di colore giallo (con sottocoda che sfuma nel biancastro nella sua parte distale), stesso colore osservabile su fronte e vertice.

Le femmine mancano quasi del tutto del pigmento nero cefalico e dorsale (presente solo su coda e remiganti, munite inoltre di orli esterni giallini) e del lipocromo giallo: la loro livrea è dominata dorsalmente dal verde-oliva, che sfuma nel giallastro ai lati del petto, sui fianchi e su basso ventre e sottocoda, mentre le guance sono di colore bruno, fronte e bavetta presentano decise sfumature di color ruggine e nuca, scapole, gola, petto, ventre e sottocoda sono di color grigio cenere. In ambedue i sessi gli occhi sono di colore bruno scuro, mentre zampe e becco sono di colore nerastro.

## Biologia

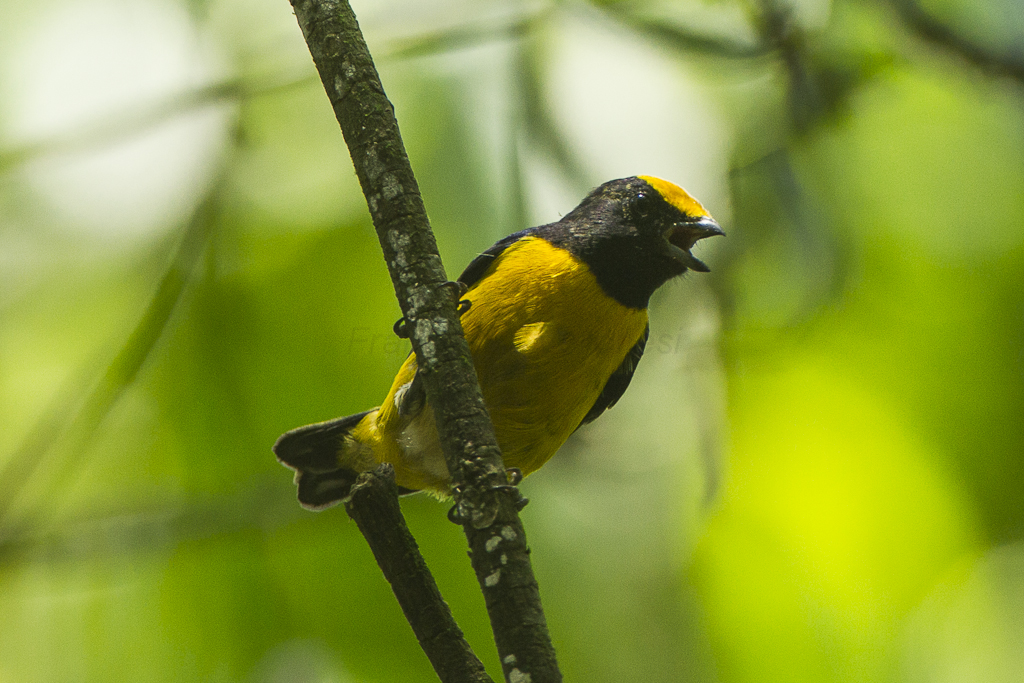
Maschio canta in Brasile.

Si tratta di uccelli dalle abitudini di vita essenzialmente diurne, che vivono perlopiù in coppie o in gruppetti familiari e che passano la maggior parte della giornata fra la vegetazione alla ricerca di cibo, tenendosi in contatto fra loro mediante richiami fischianti e nasali.

### Alimentazione

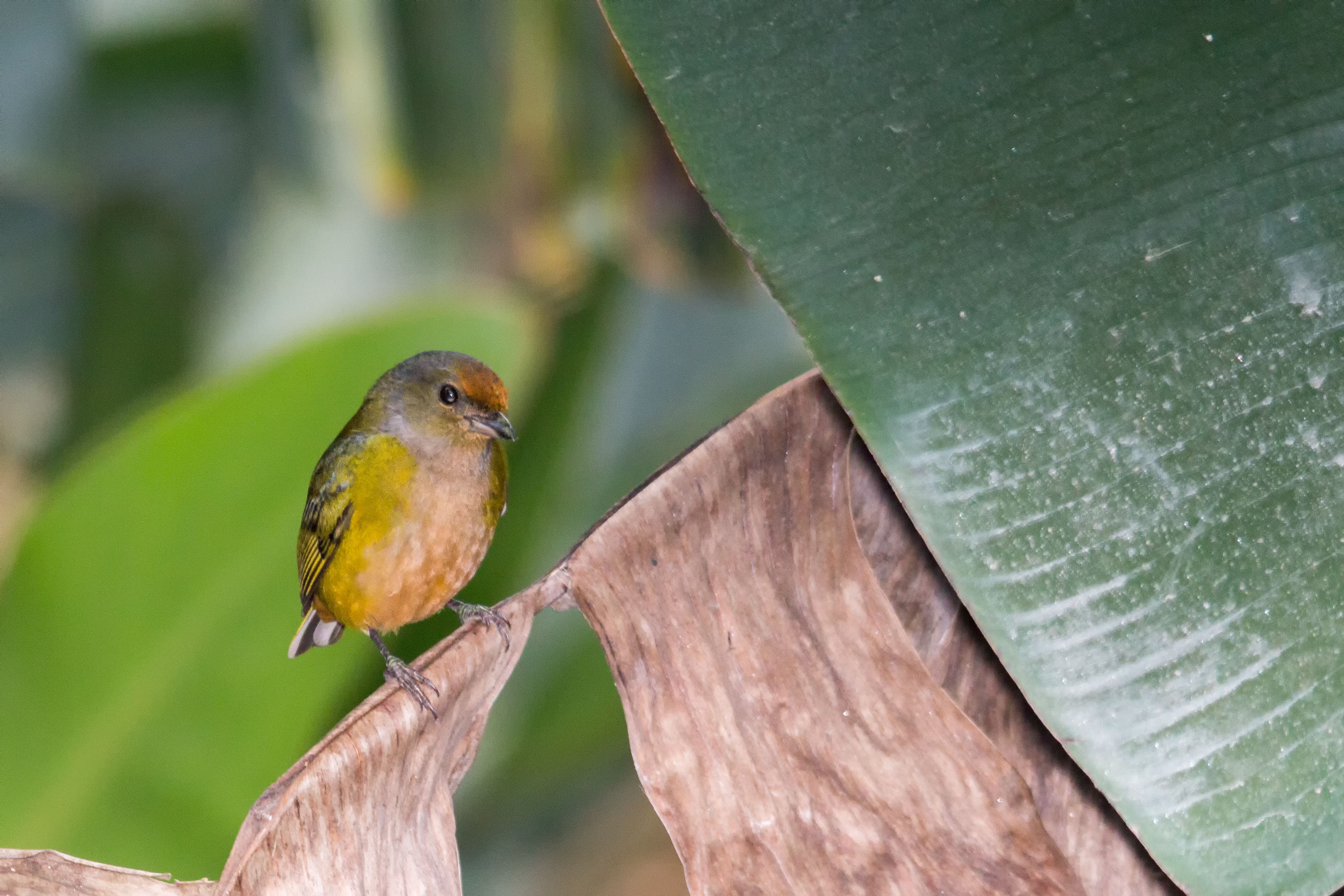
Femmina in Venezuela.

La dieta di questi uccelli è perlopiù frugivora, componendosi in massima parte di bacche e frutti e, sebbene sporadicamente ed in maniera casuale, anche di insetti ed altri piccoli invertebrati (in special modo ragni).

### Riproduzione
La stagione riproduttiva si estende da novembre a luglio: si tratta di uccelli monogami.
Il nido, di forma globosa, viene costruito da ambedue i partner fra le fronde di un albero: esso si compone di una parte esterna costituita da rametti e fibre vegetali, mentre la parte interna è foderata da materiale soffice.

All'interno del nido, la femmina depone 2-5 uova, che provvede a covare da sola (imbeccata nel frattempo dal maschio, che staziona di guardia nei pressi del nido) per circa due settimane, al termine delle quali schiudono pulli ciechi ed implumi.

I nidiacei vengono imbeccati ed accuditi da ambedue i genitori: essi s'involano attorno alle tre settimane dalla schiusa, rimanendo ancora coi genitori fino al mese di vita prima di allontanarsene in maniera definitiva.

## Distribuzione e habitat

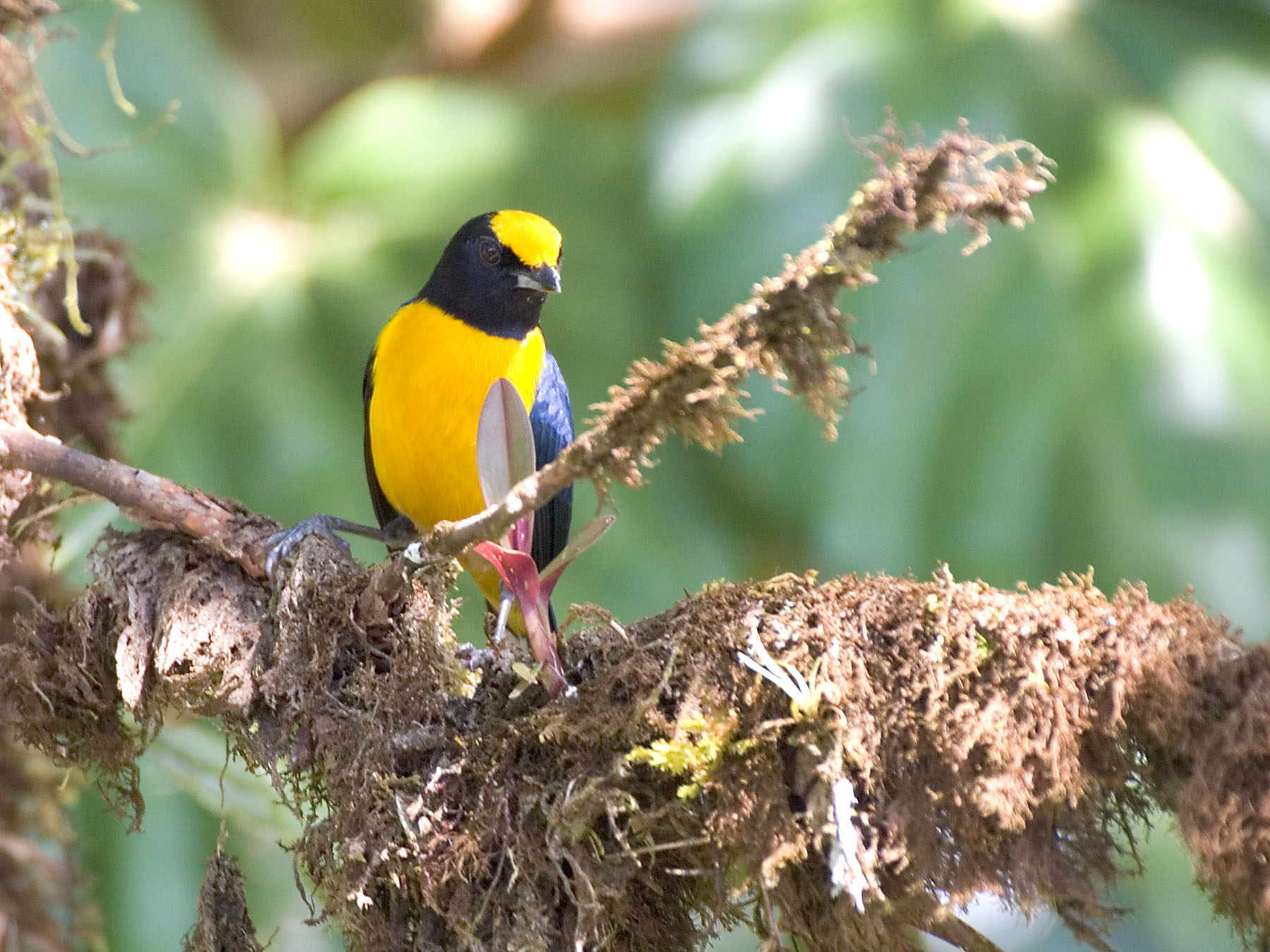
Maschio in natura.

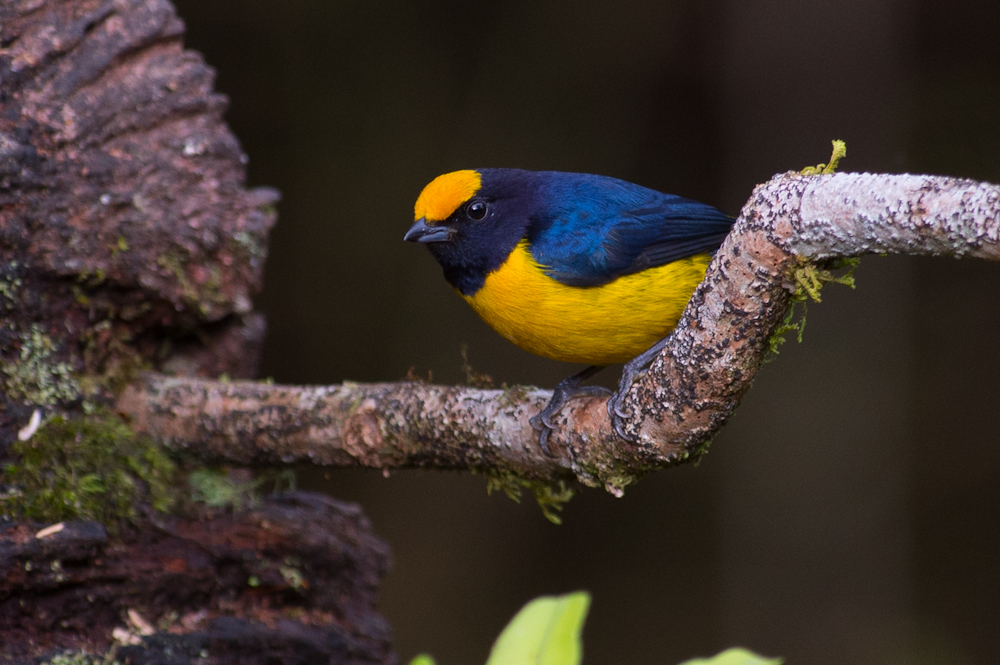
Maschio in natura.

Con areale disgiunto, l'eufonia ventrearancio occupa una vasta parte del Sudamerica che comprende la fascia pacifica fra Panama sud-orientale ed Ecuador nord-occidentale, l'area montuosa dal Venezuela nord-orientale alla Colombia orientale e che si continua ad arco verso sud nelle Ande colombiane, ecuadoregne, peruviane e boliviane e da qui ad est attraverso la parte sud-orientale e settentrionale del bacino del Rio delle Amazzoni e le pendici meridionali del massiccio della Guyana, ed una ristretta fascia della foresta atlantica in Brasile orientale.
L'habitat di questi uccelli è rappresentato dalle aree di foresta pluviale di pianura e pedemontana, con predilezione per le aree di foresta secondaria e delle zone dove la foresta più densa s'interrompe per lasciare spazio a zone più aperte, come le radure sul limitare della foresta primaria, la foresta a galleria e i campi di taglio.

## Tassonomia
Se ne riconoscono undici sottospecie:
- Euphonia xanthogaster xanthogaster Sundevall, 1834 - la sottospecie nominale, diffusa lungo la fascia costiera del Brasile orientale (fra gli stati di Bahia e Rio de Janeiro);
- Euphonia xanthogaster oressinoma Olson, 1981 - diffusa sul versante occidentale delle Ande della Colombia Centrale;
- Euphonia xanthogaster chocoensis Hellmayr, 1911 - diffusa nel Darién al confine fra Panama e Colombia e lungo la costa pacifica di quest'ultima fino al nord-ovest dell'Ecuador (province dell'Imbabura e di Esmeraldas);
- Euphonia xanthogaster badissima Olson, 1981 - diffusa nella Sierra de Perijá e nelle Ande al confine fra Venezuela e Colombia;
- Euphonia xanthogaster quitensis (Nelson, 1912) - diffusa in Ecuador occidentale (a sud della provincia del Pichincha) e Perù nord-occidentale;
- Euphonia xanthogaster dilutior (Zimmer, 1943) - diffusa dalla Colombia sud-orientale al Perù nord-orientale;
- Euphonia xanthogaster cyanonota Parkes, 1969 - diffusa in Brasile dal fiume Juruá al Tapajós;
- Euphonia xanthogaster brunneifrons Chapman, 1901 - endemica del Perù sud-orientale (regioni di Cuzco e Puno);
- Euphonia xanthogaster ruficeps d'Orbigny & Lafresnaye - endemica della Bolivia centro-settentrionale;
- Euphonia xanthogaster brevirostris Bonaparte, 1851 - diffusa lungo l'alto corso del rio Magdalena e da qui sul versante orientale delle Ande attraverso l'area di São Gabriel da Cachoeira, Venezuela e Guiana meridionale, e a sud fino al rio Ucayali;
- Euphonia xanthogaster exsul Berlepsch, 1912 - diffusa dalla Colombia nord-orientale al Venezuela nord-orientale (Monagas).

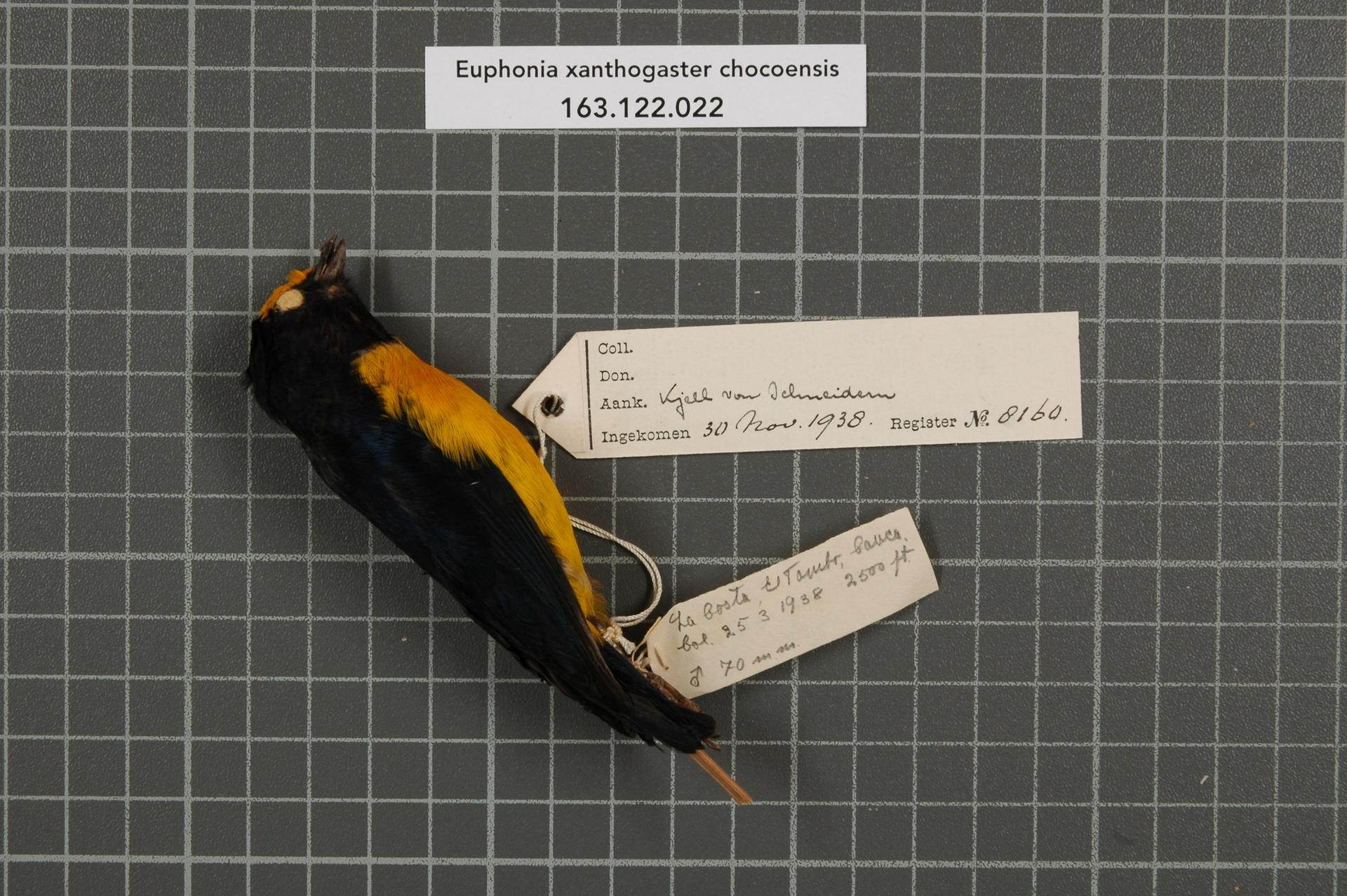
Maschio impagliato della sottospecie chocoensis.
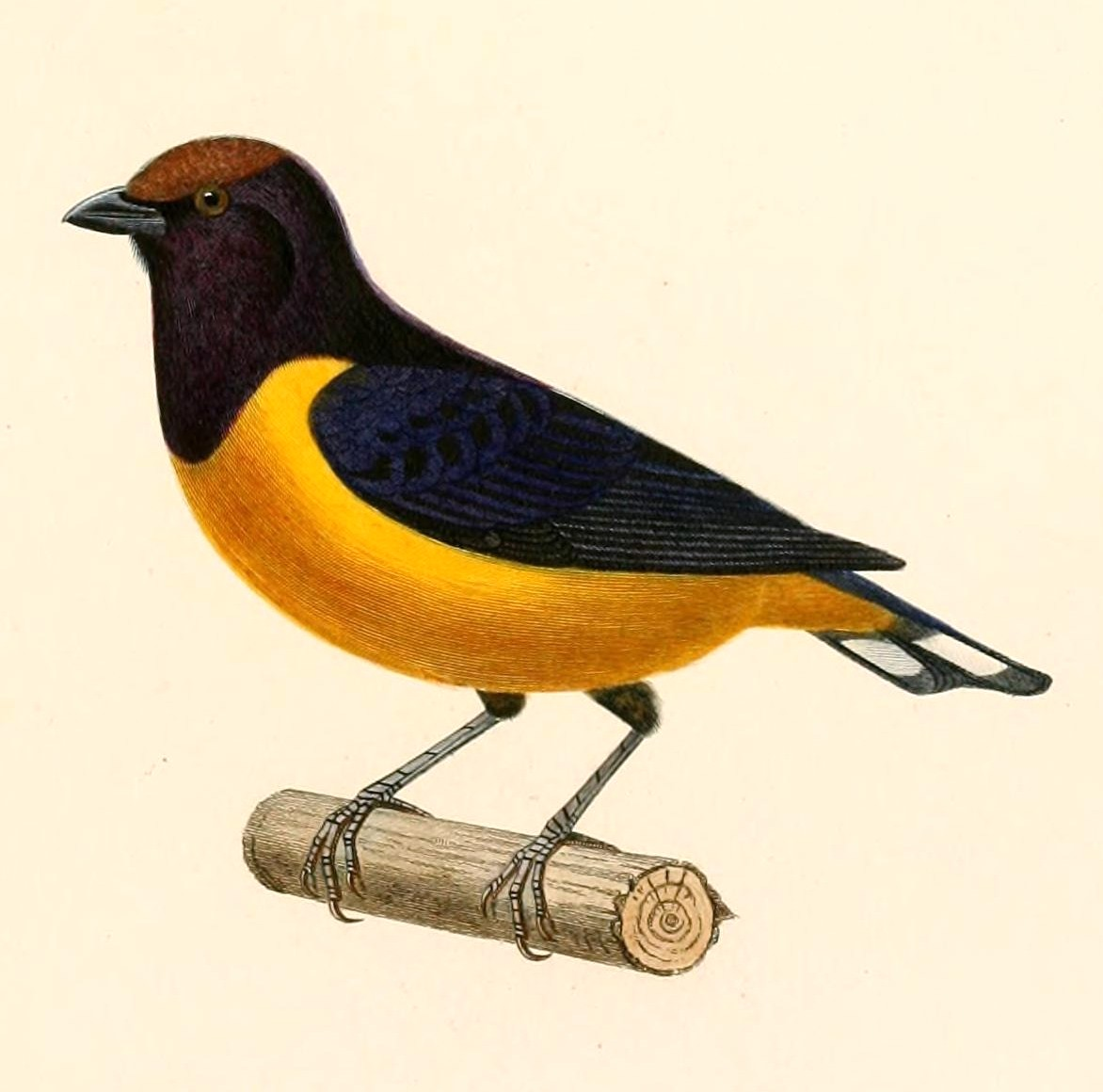
Illustrazione di maschio della sottospecie ruficeps.
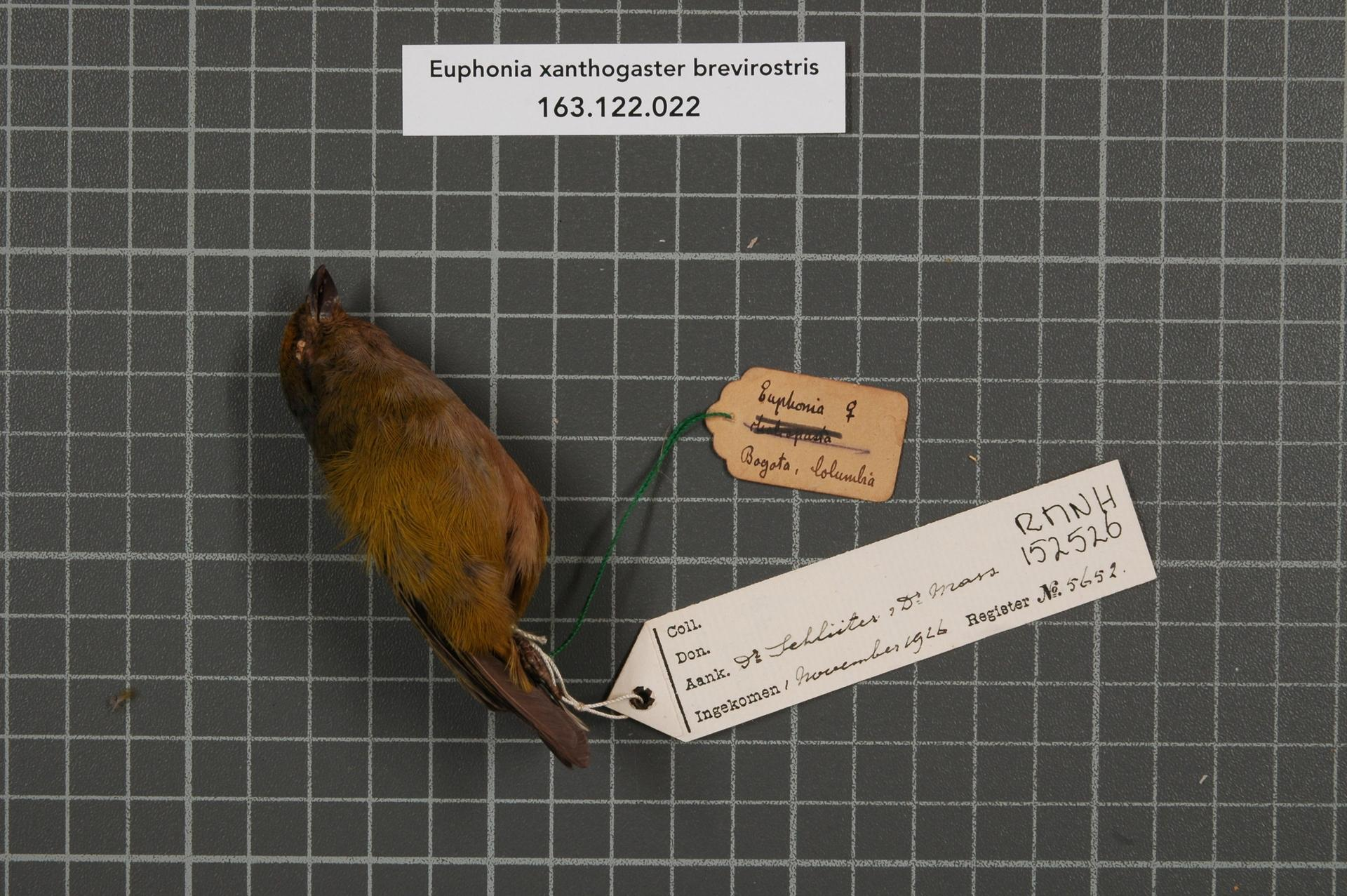
Femmina impagliata della sottospecie brevirostris.
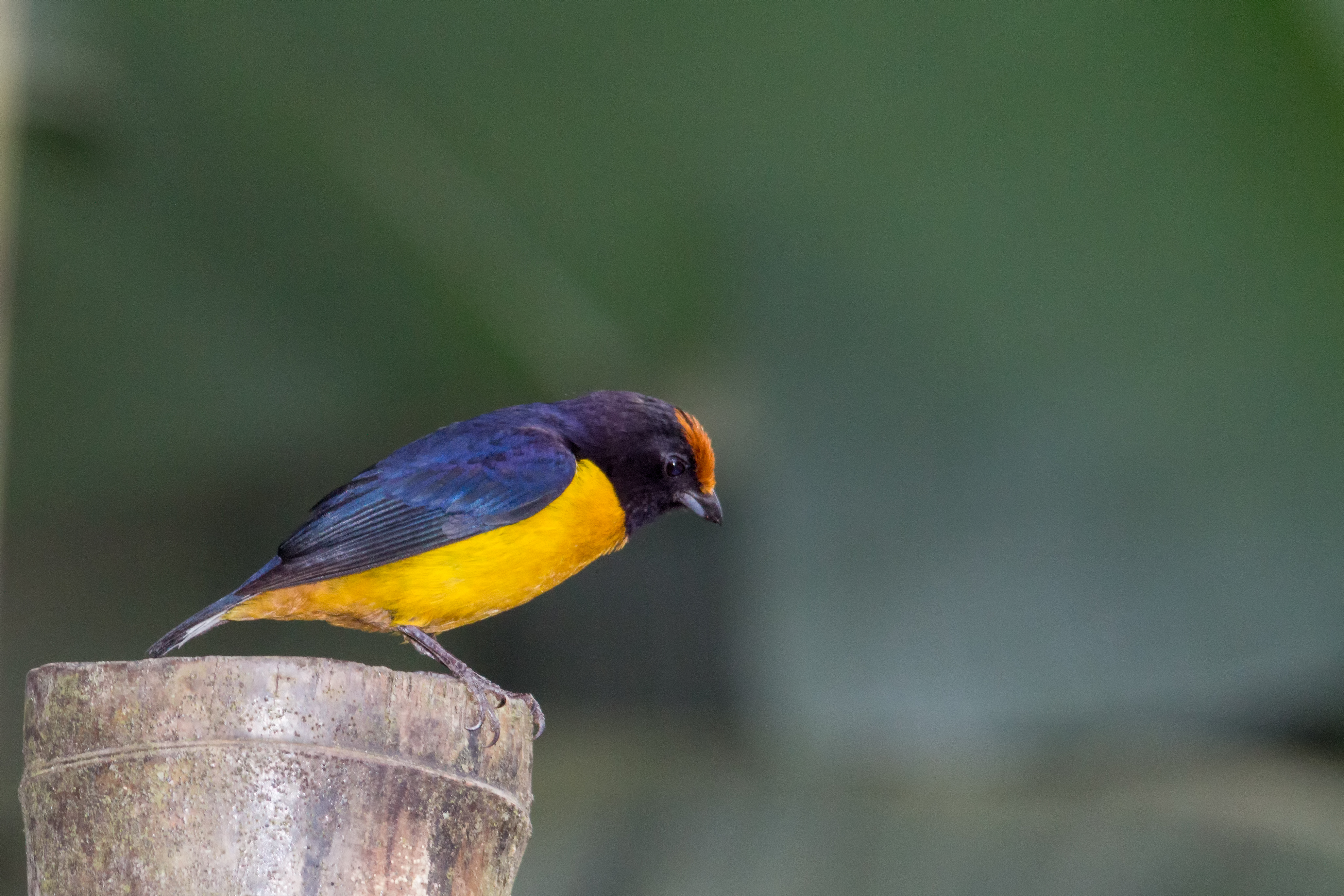
Maschio della sottospecie exsul.

Una ipotetica dodicesima sottospecie, E. x. lecrouana dell'area del Táchira, viene ritenuta dalla maggior parte degli studiosi troppo poco differenziata da badissima per esserne distaccata.

L'isolamento così marcato fra la sottospecie nominale e tutte le altre, unito a differenze marcate nelle vocalizzazioni (ad es. fra le sottospecie amazzoniche e quelle andine), farebbe pensare che il taxon non sia monofiletico, ma contenga più specie: mancano tuttavia ricerche di carattere genetico in proposito.